# Знаци љубави
Знаци љубави  (енгл. The Progress of Love) је збирка прича канадске књижевнице Алис Манро (енгл. Alice Munro) која је добила Нобелову награду за књижевност 2013. године. Публикација садржи 11 прича и објављена је1986. године, а српско издање 2023. године.

## О делу
Збирка садржи 11 прича. Алис Манро се још једном доказује као осетљива и саосећајна хроничарка нашег времена. Увлачећи нас у најинтимније кутке обичног живота, она нам открива много о нама самима, нашим изборима и нашим искуствима љубави. У једној причи фабула је о 3 генерације мајки и ћерки. Разведена жена се враћа у свој дом из детињства где се суочава са сећањем на збуњујућу, али дубоку везу својих родитеља. Случајно скоро утапање детета открива крхкост поверења између деце и родитеља. Младић се бори са одговорношћу сећајући се застрашујућег догађаја из детињства везаног за млађег брата. Писац ангажује читаоца да трага за скривеним и неизреченим.

### Стил писања
Алис Манро пише кратку прозу и тај жанр ју је и прославио. Она из свакодневице успева да спаја обичне животе са необичним визијама. Данас је препознатљива и светски позната по том таленту. Чланови Шведске академије назвали су Алис Манро мајстором савремене приповетке. Збирка обилује стилским иновацијама код главних женски ликова, надреалних приказа, међуљудских односа.

## Награде
Добила је Гувернерову награду за фикцију  1986. године, исте године кад је и написана књига. 